# Petr Krevňák
Petr Krevňák (* květen 1974) známý pod přezdívkami Qjeta a Jean Michel Qjeta je hudebník. V letech 1989–1996 skládal hudbu na počítačích Sinclair ZX Spectrum pro zvukový čip AY-3-8912. V době jeho působení na ZX Spectru byl členem MQM teamu. Je autorem asi 70 skladeb. Je také autorem hudby ve hře B.A.D. Jeho hudba pro ZX Spectrum se objevuje mimo jiné v demech AY music demo 1, AY music demo 2, Macrobia demo, MQM Demo 1 - 5, Quick Demo, Antares II AY and Beep Demo. Je také autorem nebo spoluautorem několika jednobitových skladeb: Enemies from Amiga, Chaos in head, Jolly mood, A hard wedge into heart IV.

## Osobní život
V roce 1989 si pořídil počítač Didaktik Gama, na kterém začal skládat hudby pro programech Wham a Orfeus. Asi v roce 1990 se seznámil s Michalem Matějkou, který tehdy dělal vedoucího brněnského Sinclair klubu a který mu občas půjčil stodvacetosmičku a naučil ho pracovat s programem Soundtracker. Společně založili MQM team. V srpnu 1992 si pořídil ZX Spectrum 128K a později Betadisk 128.
Přezdívku Qjeta mu vymysleli kamarádi, se kterými studoval na střední průmyslové škole v Brně, domníval se, že to bylo kvůli jeho dlouhým vlasům, kvůli tomu, že se narodil v květnu a protože ve třídě byli samí kluci a ti potřebovali nějakou holku.
Osobně se znal s hudebníky Miroslavem Hlavičkou, působícím pod přezdívkou Scalex, z Mladé Boleslavi a s Agentem-X z Polska.
Po Petru Krevňákovi a Miroslavu Hlavičkovi je pojmenován hudební editor SQ-Tracker (Scalex Qjeta Tracker).